# Leyden Trophy
Leyden Trophy je trofej pro vítězný tým Východní divize Ontario Hockey League. Trofej byla poprvé udělena v sezóně 1975-76 (tehdy pro vítěze Leydenovy divize OHL). Trofej je pojmenována po Mattu Leydenovi za jeho přínos ontarijskému juniorskému hokeji.

## Vítězové Leyden Trophy
- 2017-18: Hamilton Bulldogs
- 2016-17: Peterborough Petes
- 2015-16: Kingston Frontenacs
- 2014-15: Oshawa Generals
- 2013-14: Oshawa Generals
- 2012-13: Belleville Bulls
- 2011-12: Ottawa 67's
- 2010-11: Ottawa 67's
- 2009-10: Ottawa 67's
- 2008–09: Belleville Bulls
- 2007–08: Belleville Bulls
- 2006–07: Belleville Bulls
- 2005–06: Peterborough Petes
- 2004–05: Peterborough Petes
- 2003–04: Ottawa 67's
- 2002–03: Ottawa 67's
- 2001–02: Belleville Bulls
- 2000–01: Belleville Bulls
- 1999–00: Ottawa 67's
- 1998–99: Ottawa 67's
- 1997–98: Ottawa 67's
- 1996–97: Ottawa 67's
- 1995–96: Ottawa 67's
- 1994–95: Kingston Frontenacs
- 1993–94: North Bay Centennials
- 1992–93: Peterborough Petes
- 1991–92: Peterborough Petes
- 1990–91: Oshawa Generals
- 1989–90: Oshawa Generals
- 1988–89: Peterborough Petes
- 1987–88: Peterborough Petes
- 1986–87: Oshawa Generals
- 1985–86: Peterborough Petes
- 1984–85: Peterborough Petes
- 1983–84: Ottawa 67's
- 1982–83: Ottawa 67's
- 1981–82: Ottawa 67's
- 1980–81: Sault Ste. Marie Greyhounds
- 1979–80: Peterborough Petes
- 1978–79: Peterborough Petes
- 1977–78: Ottawa 67's
- 1976–77: Ottawa 67's
- 1975–76: Sudbury Wolves